# Moravagine
I Moravagine sono un gruppo punk rock italiano composto da Sbruffone (Tony Cavaliere, alla batteria), Houselong (Andrea Pegoraro, chitarra e voce), Page (Alessandro Andolfo, alla chitarra), Dave (Davide Finotti, voce) e Cyba  (al basso). Fino al 2000 nel gruppo era però presente anche Gigio (Giacomo Spanò, bassista) morto a causa di un grave incidente stradale mentre il gruppo era di ritorno da un concerto. Nel 2000 esce dal gruppo anche il cantante Davide Finotti, sostituito poco dopo da Pablo, con cui incidono alcuni tra i primi demo e danno vita a quel sound punk/hardcore che sarà da quel momento il timbro acustico dell'intera carriera musicale dei Moravagine.

## Storia del gruppo
La nascita del gruppo risale al 1995 nella bassa padovana. Il primo album si intitola Per non crescere e riscuote immediatamente un grandissimo successo nella scena punk italiana. Dopo l'incidente del 2000 il gruppo è però indeciso sul da farsi, ma spinti dallo stesso sogno di Gigio, riprendono le attività live e i concerti con al basso il vecchio amico Andrea "Cyba" Berton. Nel 2001 esce lo split album Peter Punk vs. Moravagine, inciso in collaborazione con i "compagni di palco" Peter Punk. Nel 2002 esce l'album Ho scritto ti amo sulla sabbia del gatto, affiancato da un tour per tutta Italia, e l'anno seguente Per non crescere XL Edition, una raccolta contenente la riedizione del primo album, le sei canzoni dello split e tre inediti. Alla fine del tour, Cyba lascia il gruppo e poche settimane dopo iniziano l'incisione dell'ultimo album: Diaboliko, pubblicato nel giugno 2004.
Dopo un periodo di riflessione, con un comunicato sul sito, del 30 maggio 2007, i Moravagine hanno dichiarato di fatto il loro scioglimento, precisando che esso non è dovuto a dissidi personali tra i membri del gruppo, ma all'esaurimento artistico del progetto.
Nel mese di aprile del 2011 si susseguono sul web indiscrezioni riguardo ad una riunione; a inizio maggio la notizia è confermata e sulla pagina di Facebook e dal sito ufficiale della band si annuncia da ottobre un reunion tour 2011.
Nel corso del mese di maggio del 2023 la band pubblica sui propri canali social l'annuncio di un unico concerto previsto per il 22 luglio dello stesso anno al Perarock di Vicenza assieme ai Persiana Jones.

## Formazione

### Attuale
- Davide (Dave) Finotti – voce (1995-2000, 2011-2014, 2023)
- Alessandro (Page) Andolfo – chitarra (1995-2007, 2011-2014, 2023)
- Houselong (Andrea Pegoraro) – chitarra, voce (1995-2007, 2011-2014, 2023)
- Cyba (Andrea Berton) – basso (2000-2003, 2011-2013, 2023)
- Tony (Sbruffone) Cavaliere – batteria (1995-2007, 2011-2014, 2023)

### Ex componenti
- Gigio (Giacomo Spanò) – basso (1995-2000)†
- Geboh (Daniele) – basso (2003-2007)
- Pablo (Paolo Bertoncello) – voce (2000-2007)
- Mouse (Davide Mason) – basso, voce (2012-2014)

### Formazione per il reunion tour 2011/2014
- Dave (Davide Finotti) – voce (2011-2014)
- Page (Alessandro Andolfo) – chitarra (2011-2014)
- Houselong (Andrea Pegoraro) – chitarra (2011-2014)
- Cyba (Andrea Berton) – basso, voce (2011-2013)
- Sbruffone (Tony Cavaliere) – batteria (2011-2014)
- Mouse (Davide Mason) – basso, voce (2012-2014)

## Discografia

### Album in studio
- 2000 – Per non crescere (Hellflip Records-Agitato Records/Venus)
- 2002 – Ho scritto ti amo sulla sabbia del gatto (Lucente Records/Venus)
- 2004 – Diaboliko (Bagana Records/V2)

### Split
- 2001 – Peter Punk vs. Moravagine (con i Peter Punk) (Agitato Records/Venus)

### Raccolte
- 2003 – Per non crescere XL Edition (Alternative Records/Venus)

### Demo
- 1998 – Vizi (autoprodotto)
- 1999 – Punk for Fun (autoprodotto)